# Timonha
Timonha é um distrito brasileiro pertencente ao município de Granja, Ceará. Nele se localiza o Parque Estadual das Carnaúbas.
Entre os dias 3 e 13 de dezembro comemora-se em Timonha os festejos de Santa Luzia, tradicionalmente conhecido na região.